# Medalla Otto Warburg
La Medalla Otto Warburg la concede anualmente la Sociedad Alemana de Bioquímica y Biología Molecular (en alemán: Gesellschaft für Biochemie und Molekularbiologie o GBM) para honrar a científicos que hayan contribuido con trabajos importantes en el campo de la química biológica. Lleva el nombre de Otto Warburg, prestigioso fisiólogo alemán galardonado con el Premio Nobel. Se le concedió por primera vez el 8 de octubre de 1963, cuando cumplió 80 años. 
Hasta 2013, nueve galardonados con la Medalla Warburg han recibido también el Premio Nobel.

## Medallistas
Fuente: GBM
- 1963 – Feodor Lynen
- 1965 – Kurt Mothes
- 1968 – Michael Sela
- 1969 – Hans Adolf Krebs & Carl Martius
- 1972 – Ernst Klenk
- 1973 – Hans Leo Kornberg
- 1974 – Theodor Bücher
- 1975 – Helmut Holzer
- 1976 – Heinz-Günter Wittmann
- 1977 – Robert Huber
- 1978 – Wilhelm Stoffel
- 1979 – Lothar Jaenicke
- 1980 – Charles Weissmann
- 1981 – Martin Klingenberg
- 1982 – Rodulf Rott
- 1983 – Günter Blobel
- 1984 – Rudolf K. Thauer
- 1985 – Peter Starlinger
- 1986 – Julius Adler
- 1987 – Shosaku Numa
- 1988 – Gottfried Schatz
- 1989 – Hans Georg Zachau
- 1990 – Horst Tobias Witt
- 1991 – Dieter Oesterhelt
- 1992 – Christiane Nüsslein-Volhard
- 1993 – Max Perutz
- 1994 – Helmut Beinert
- 1995 – August Böck
- 1996 – Walter Jakob Gehring
- 1997 – Klaus Weber
- 1998 – Wolfgang Baumeister
- 1999 – Kurt Wüthrich
- 2000 – Walter Neupert
- 2001 – James Rothmann
- 2002 – Kurt von Figura
- 2003 – Alfred Wittinghofer
- 2004 – Tom Rapoport
- 2005 – Axel Ullrich
- 2006 – Konrad Sandhoff
- 2007 – Robert Weinberg
- 2008 – Susan Lindquist
- 2009 – Franz-Ulrich Hartl
- 2010 – Ari Helenius
- 2011 – Peter Walter
- 2012 – Alexander Varshavsky
- 2013 – Randy Schekman
- 2014 – Rudolf Jaenisch
- 2015 – Nikolaus Pfanner
- 2016 – Emmanuelle Charpentier
- 2017 – Stefan Jentsch (a título póstumo) [2]
- 2018 – Peter Hegemann[3]
- 2019 – Marina Rodnina[4]
- 2020 – Patrick Cramer[5]
- 2021 – Petra Schwille[6]
- 2022 – Stefanie Dimmeler[7]
- 2023 – Matthias Mann